# Superseven chiama Cairo
Superseven chiama Cairo è un film del 1965, diretto da Umberto Lenzi.

## Trama
Sulle tracce di un nuovo preparato metallico radioattivo nascosto in una cinepresa si trovano l'agente segreto britannico Superseven accompagnato da Denise, commessa del negozio dove è stata venduta la cinepresa e Alex capo di una organizzazione criminale.